# 위저드리 8
《위저드리 8》(Wizardry 8)는 서테크가 제작한 2001년 롤플레잉 비디오 게임이다. 《위저드리》 본편 시리즈 여덟 번째 작품으로, 1992년에 출시된 《위저드리 VII: 검은 학자의 십자군》 이후 9년만에 발매된 후속작이자 서테크가 개발한 마지막 《위저드리》 게임이다.
2013년 나이트 다이브 스튜디오스가 GOG.com 및 스팀으로 디지털 재발매했으며, 2014년에 macOS판을 추가로 출시했다.

## 개발
게임 개발은 초기에는 서테크가 호주의 디렉터소프트에 외주를 주면서 시작했으나 이는 도중에 프로젝트가 중단됐으며, 이후 서테크 캐나다가 재개발을 시작했다. 린다 커리가 프로듀서를, 브렌다 로메로가 디자이너를 맡았다. 《위저드리》 6편과 7편의 디자이너였던 데이비드 W. 브래들리는 당시 서테크를 퇴사한 후라 이 게임에 참여하지 않았다.

## 반응
2017년 IGN의 '가장 위대한 RPG 100선'에서 99위를 기록했다. IGN의 크리드 리드는 이 게임의 캐릭터 생성 및 파티 시스템을 두고 수많은 종류의 플레이를 시도할 수 있다며 극찬했다.